# Pierre Pigneau de Béhaine

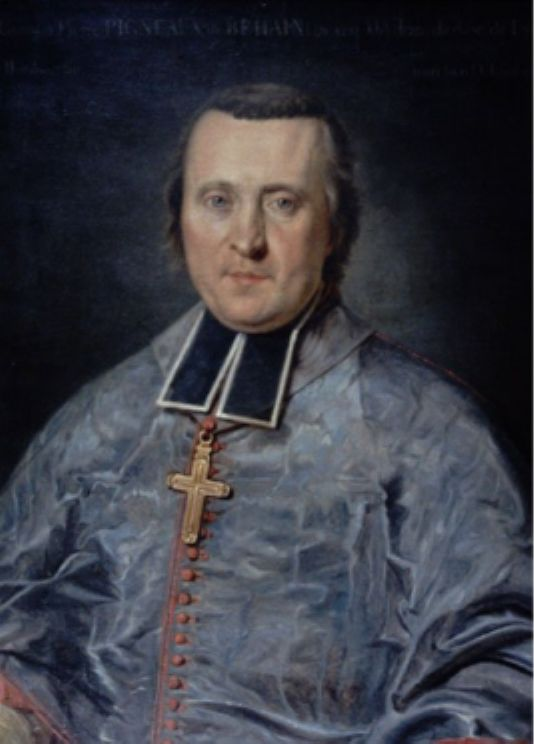
Pierre Pigneau de Béhaine

Pierre Joseph Georges Pigneau de Béhaine (Origny-en-Thiérache, 2 november 1741 - ?, 1799) was een Frans missionaris in Vietnam. 

## Levensloop
Hij was de oudste in een gezin van 19 kinderen van een leerlooier uit Lotharingen. Pigneau voegde "de" aan zijn naam toe, om hem nobeler te laten klinken. Hij koos voor het priesterschap tegen zijn vaders wil. Hij vertelde zijn familie dat hij dat deed omdat men op "alle mogelijke manieren het woord van de Heilige Kerk moest verspreiden". In 1765, toen hij 24 jaar oud was, werd hij door het Genootschap van Buitenlandse Missies van Parijs naar de school op het eiland Phu Quoc (in het uiterste zuiden van het hedendaagse Vietnam) gestuurd. Hier werden mensen uit de regio (hedendaagse China, Cambodja, Laos, Vietnam en Thailand) opgeleid tot missionaris om terug te gaan naar hun eigen land en daar het katholieke geloof te verspreiden. Dit programma was een opzet van de Fransman Alexandre de Rhodes. 
De school zelf was slechts een verzameling van bamboehutten en Pigneau viel door hitte en vochtigheid spoedig ten prooi aan de  tropische ziekten. Ook werd hij een speelbal van lokale conflicten. Vlak na zijn aankomst verborg hij een Siamese prins; zijn achtervolgers kwamen echter naar het eiland, vernietigden de school en namen Pigneau gevangen. Hij werd afgevoerd in een 40 kilo wegend harnas van hout en ijzer, maar desondanks en ondanks een langdurige ziekte brak hij niet. Hij was zelfs blij met zijn martelaarschap en schreef naar zijn ouders: "Zegen de Heer 1000 keer dat hij mij vereerd heeft om in zijn naam te lijden". 
Na drie maanden van gevangenschap werd Pigneau vrijgelaten en hij keerde terug naar Phu Quoc om de school te herbouwen. Chinese en Cambodjaanse piraten overvielen een jaar later de school en vermoordden vele van zijn pupillen. Hij werd dit keer echter niet gevangen genomen en ontsnapte per boot met een aantal pupillen via de Straat Malakka en de Golf van Bengalen naar Pondicherry, de Franse kolonie in hedendaags India. 

### Bisschop en diplomaat
Paus Clemens XIV stelde hem in 1771 aan tot apostolisch vicaris van Cochin-China en tot titulair bisschop van de stad Adran. In 1775 vluchtte Nguyen Anh, een overlevende van de verslagen Nguyen-clan, naar het eiland Phu Quoc met zijn rivalen, de Tay Son, op de hielen. Pigneau verborg de jonge Nguyen en werd zijn adviseur. In 1784, toen hij bijna verslagen was, besloot Nguyen Anh om Pigneau te volmachtigen naar Frankrijk te gaan en om Franse interventie te vragen. Overeenkomstig de Aziatische traditie zond hij zijn zoon Nguyen Canh mee als teken van vriendschap.
Pigneau ging eerst naar de Franse kolonie Pondicherry, maar daar werd hem verteld dat zijn diplomatieke missie nutteloos was. Hij besloot toen rechtstreeks naar de Franse koning Lodewijk XVI te stappen. Hij arriveerde in Versailles in 1787. Frankrijk was op dat moment bijna bankroet en de koning wees het plan af, maar Pigneau drong aan en vertelde de adviseurs van de koning dat de Britten al een plan klaar hadden voor de verovering van Vietnam. Hierop kwam de koning terug op zijn besluit en op 28 november 1787 tekenden Pigneau en de Franse minister van Buitenlandse Zaken een verdrag. De Fransen zouden Nguyen Anh steunen met 1650 Franse manschappen, wapens, munitie en transport. Vietnam zou Tourane (Đà Nẵng) en het eiland Poulo Condore aan Frankrijk afstaan en Frankrijk het alleenrecht op handel met Vietnam verlenen.
Ondanks zijn religieuze roeping had Pigneau geen enkele referentie tot geloofszaken in het verdrag opgenomen. Na het sluiten van het verdrag besloot hij ook niet langer Nguyen Anh te vertegenwoordigen maar werd hij de koninklijk commissaris van Frankrijk voor Cochin-China.
Pigneau zou de beloofde troepen en voorraden krijgen van de gouverneur van Pondicherry, Thomas de Conway. Na zijn vertrek veranderde Lodewijk XVI van gedachten en stuurde een bericht naar de Conway om zuinig te zijn met de te geven goederen en als hij goede reden zag het geheel af te blazen. De Conway slaagde erin Pigneau tot de lente van 1789 tegen te werken. Toen Pigneau hoorde van het bericht van Lodewijk XVI, kondigde hij aan dat hij zelf een expeditie zou samenstellen. In ruil voor de belofte van handel met Vietnam kon hij Franse handelaren in India ertoe overhalen hem te helpen. De handelaren gaven hem twee schepen, wapens en munitie. Hij kreeg ook geld om 400 deserteurs uit het Franse leger te huren. Hij stelde dit leger ten dienste van Nguyen Anh. Dankzij deze hulp zou deze triomferen en keizer van Vietnam worden in 1802. 

### Dood

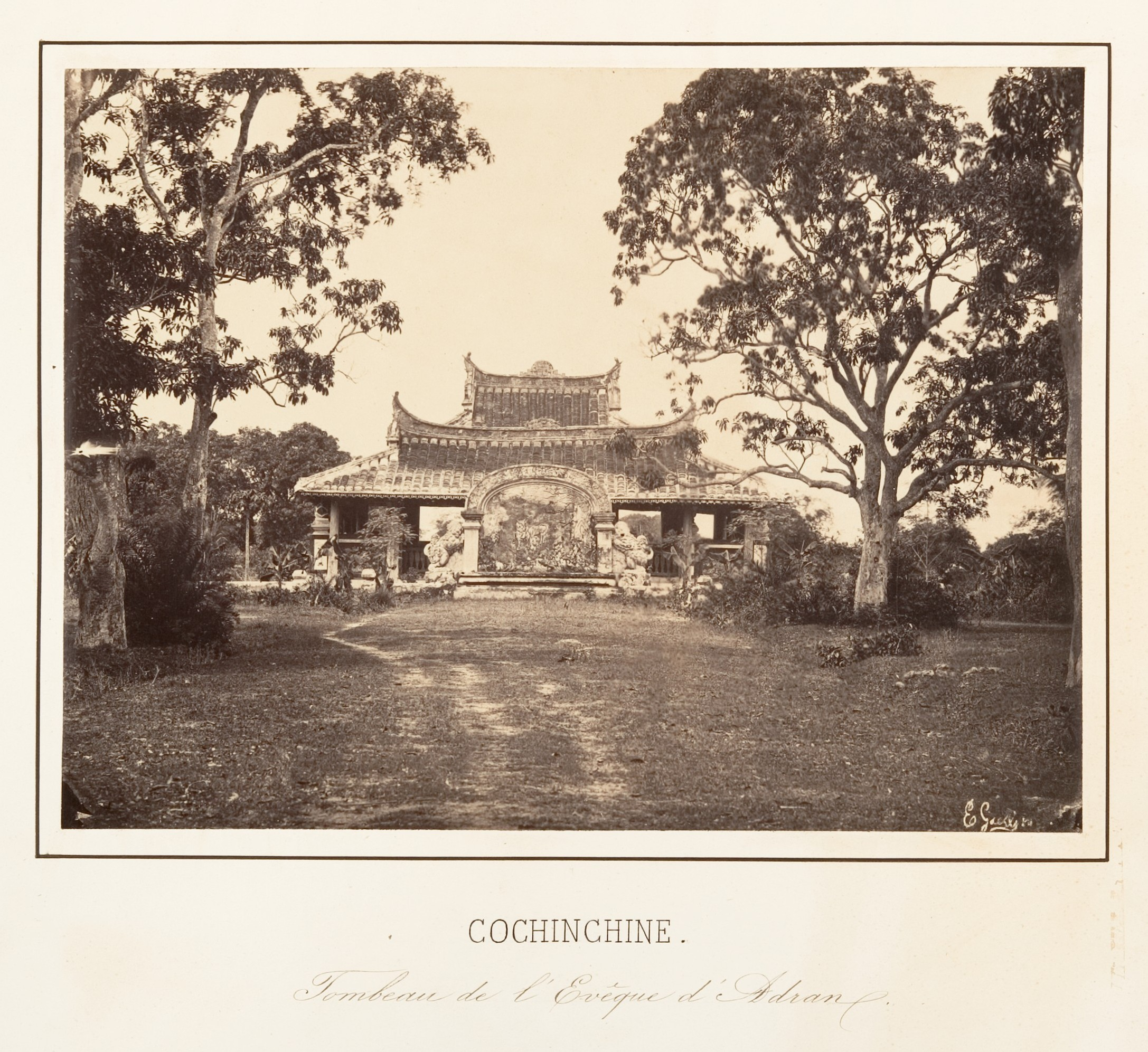
Graftombe van bisschop Pigneau de Béhaine in 1866

Pigneau zou dit echter niet meer meemaken: hij overleed aan dysenterie in 1799 op 57-jarige leeftijd, terwijl hij op mars was met het leger van prins Nguyen Canh, de zoon van Nguyen Anh. De overleden Pigneau werd heel erg vereerd in Vietnam. Zijn gebalsemde lichaam werd in een teakhouten grafkist naar Saigon gebracht waar zowel katholieke priesters als boeddhistische monniken zijn lichaam zegenden. Een koninklijke astroloog bepaalde het tijdstip van zijn begrafenis. 12.000 soldaten in veelkleurige uniformen en met olifanten begeleidden een rouwstoet van meer dan 40.000 mensen (waaronder Nguyen Anh) naar een bamboebos buiten Saigon. Pigneau had ooit zelf deze plek voor zijn begrafenis uitgekozen. Nguyen Anh hield een toespraak waarin hij vertelde van zijn vriendschap voor deze man en verklaarde dat hij en zijn onderdanen een eeuwige schuld hadden aan Pigneau. Later zou de keizer er ook nog een tombe laten bouwen, maar deze is verdwenen.